# Citizen Band

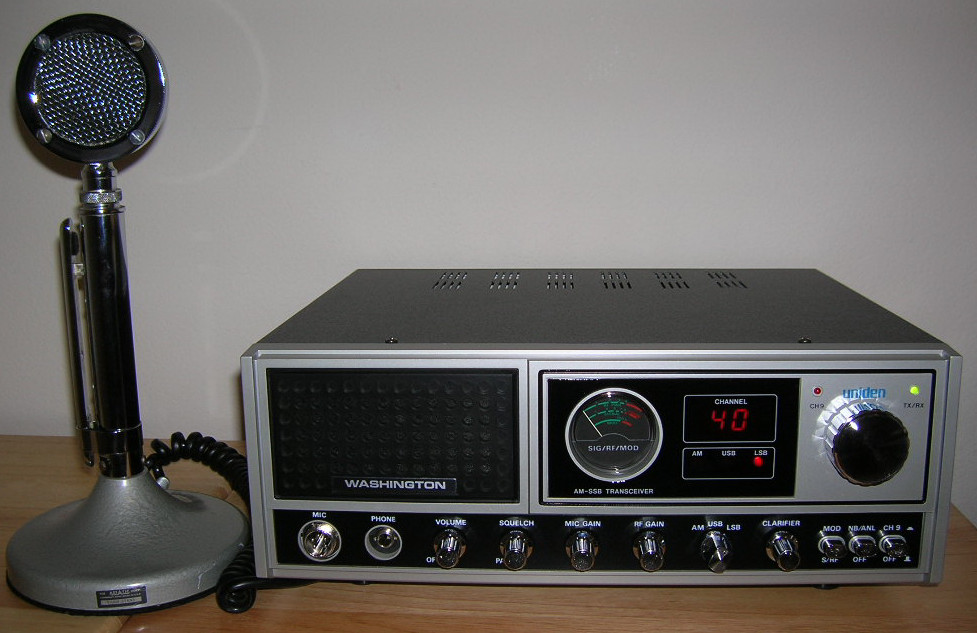
Stolní radiostanice CB z 80. let používána v Americe.

Citizen Band, zkráceně CB (česky občanské pásmo či slangově „síbíčko“ nebo „cimbál“) je skupina radiofonních frekvencí, které při dodržování pravidel může použít každý občan k hovoru se svou rodinou, známými, ale i neznámými lidmi. V Česku jsou pravidla jeho používání uvedena ve „Všeobecném oprávnění č. VO-R/7/11.2016-12 vydaném Českým telekomunikačním úřadem. Radiostanice, která využívá těchto frekvencí, se nazývá CB stanice.

## Výhody
- Není nutno podepisovat žádné smlouvy.
- Není nutno platit žádné poplatky za hovory jako třeba za mobil.
- Přesto, že používáte vysílačku, nemusíte skládat žádné radioamatérské zkoušky.
- Ovládání vysílaček je velmi jednoduché.
- Cena zařízení je relativně nízká, bazarová zařízení se dají pořídit do 1000 Kč.
- Pomáhá při cestách autem - dozvíte se aktuální informace o dění na silnicích, policejních hlídkách apod. Hojně využíváno řidiči kamionů, zejména na kanále 10. Kanál 9 je určen pro „emergency“ provoz, v mnoha lokalitách bývá monitorován hasiči, policií či záchrankou.

## Nevýhody
- Maximální možná vzdálenost spojení silně závisí na okolních podmínkách (výška vysílací kóty, vysílací výkon, typ antény, stav ionosféry, úroveň okolního rušení atd.) a většinou se pohybuje okolo 50 km přímou vlnou.
- Kvůli provozu na KV se objevuje rušení od zahraničních stanic (odraz od ionosféry) a ve městech průmyslové rušení.
- Lze přenášet pouze mluvené slovo, kromě kanálů vyhrazených pro data (Packet radio).

## Použití CB
Nejčastěji se „síbíčka“ používají pro spojení mezi členy rodiny, např. mezi chatou, autem a domácností a mezi přáteli. Pro mnohé se CB stává celoživotním koníčkem. Tito lidé poté pořádají expedice, ve kterých se snaží navázat spojení na co největší vzdálenost. Expedice se pořádají na vyvýšená místa. Specifikem CB je používání v provozu kamionů. Na mnoha místech fungují na kanále 10 tzv. „infa“, která poradí ohledně situace na silnici, případně navedou na správné místo. CB může sloužit také pro dorozumívání v přírodních katastrofách, jelikož je závislé pouze na elektrickém napájení, které může obstarat akumulátor z automobilu.
V České republice je dovoleno používat 80 kanálů frekvenční modulací a maximálním výkonem 4 W, 40 kanálů amplitudovou modulací a maximálním výkonem 4 W, a 40 kanálů SSB modulací a maximálním výkonem 12 W. Je povolena pouze vertikální polarizace.

## CB stanice
Radiostanice, která byla v ČR oblíbená zejména po listopadové revoluci, protože pro její provozování nebylo potřeba koncesní listiny a která využívala CB frekvence (kolem 27 MHz), se nazývá CB stanice (citizen band občanská radiostanice). Jedná se o vysílačku, která funguje na principu zmáčkni a mluv (push to talk). Vždy mohla mluvit pouze jedna strana a ostatní přijímali poslechem zprávu.
Dřívější radiostanice byly 40kanálové, po změně povolovacích podmínek ČTU došlo k navýšení o dalších 40 kanálů a celkem je tedy pro CB pásmo vymezeno 80 kanálů. Je doporučeno využívat 1. kanál jako svolávací, 9. pro nouzová volání (využívá se pouze pro informace zvláštní důležitosti v Evropě), 10. kanál pro dopravu, 19. pro mezinárodní dopravu, 18. a 23. kanál je vyčleněn pro opakovače, 24. a 25. kanál pouze provoz digitálních dat (třída vysílání F2D, F3D – tzv. Packet Radio). Další kanály jsou určeny převážně pro občany.

### Základní typy radiostanic
- Ruční radiostanice (tzv. ručky) jsou snadno přenosné, mají vlastní anténu (tzv. pendrek). Jsou napájeny většinou tužkovými bateriemi nebo malými akumulátory a jejich dosah je menší.
- Mobilní radiostanice (tzv. mobilky nebo vozidlovky) jsou určeny pro provoz hlavně v automobilech, ale pro své dobré parametry jsou užívány i jako stabilní radiostanice.
- Základnové radiostanice (tzv. stabilky) se vyznačují vysokým komfortem obsluhy.

### Základní typy antén
- Základnové – většinou se montují na střechu domů nebo na stožáry, v některých případech i na balkonové zábradlí. Obvykle se jedná o antény typu Ground Plane. Vyrábějí se v různých délkách a označují se zlomkem vlnové délky frekvence kanálu ve středu pásma. Typicky tedy 5/8 λ, 1/2 λ, 1/4 λ.
- Mobilní – užívají se ve vozidlech, výjimečně i tam, kde nelze použít anténu základnovou.
- Tzv. „pendreky“ – jsou antény, které jsou na ručních radiostanicích. Díky své malé velikosti mají obvykle nízkou účinnost.
- Teleskopické – jedná se o vysouvací antény, které se připojí do ruční stanice místo pendreku, čímž se mírně zvýší účinnost a dosah stanice. Některé starší AM ruční radiostanice měly teleskopickou anténu napevno zamontovanou ve stanici a délka ve vytaženém stavu byla někdy i 2 metry.

### CB závody
- Letní polní den (LPD)
- Éter bez hranic (EBH)
- Česká CB liga
- CB Maraton 48h (CBM48)
- Podzimní Éter 33 (PE33)
- Čtvero ročních období (4RO)

## Tabulka frekvencí v pásmu CB
Značení kanálů
- zn 1 – Značení na radiostanicích dle písmen je zobrazováno u rozšířených radiostanic.
- zn 2 – Standardní číslování kanálů.

| Pásmo B | Pásmo B | Pásmo B   | Pásmo C | Pásmo C | Pásmo C   |
| zn 1    | zn 2    | frekvence | zn 1    | zn 2    | frekvence |
| ------- | ------- | --------- | ------- | ------- | --------- |
| B1      | 41      | 26,565    | C1      | 1       | 26,965    |
| B2      | 42      | 26,575    | C2      | 2       | 26,975    |
| B3      | 43      | 26,585    | C3      | 3       | 26,985    |
| B4      | 44      | 26,595    | C4      | 4       | 27,005    |
| B5      | 45      | 26,605    | C5      | 5       | 27,015    |
| B6      | 46      | 26,615    | C6      | 6       | 27,025    |
| B7      | 47      | 26,625    | C7      | 7       | 27,035    |
| B8      | 48      | 26,635    | C8      | 8       | 27,055    |
| B9      | 49      | 26,645    | C9      | 9       | 27,065    |
| B10     | 50      | 26,655    | C10     | 10      | 27,075    |
| B11     | 51      | 26,665    | C11     | 11      | 27,085    |
| B12     | 52      | 26,675    | C12     | 12      | 27,105    |
| B13     | 53      | 26,685    | C13     | 13      | 27,115    |
| B14     | 54      | 26,695    | C14     | 14      | 27,125    |
| B15     | 55      | 26,705    | C15     | 15      | 27,135    |
| B16     | 56      | 26,715    | C16     | 16      | 27,155    |
| B17     | 57      | 26,725    | C17     | 17      | 27,165    |
| B18     | 58      | 26,735    | C18     | 18      | 27,175    |
| B19     | 59      | 26,745    | C19     | 19      | 27,185    |
| B20     | 60      | 26,755    | C20     | 20      | 27,205    |
| B21     | 61      | 26,765    | C21     | 21      | 27,215    |
| B22     | 62      | 26,775    | C22     | 22      | 27,225    |
| B23     | 63      | 26,785    | C23     | 23      | 27,255    |
| B24     | 64      | 26,795    | C24     | 24      | 27,235    |
| B25     | 65      | 26,805    | C25     | 25      | 27,245    |
| B26     | 66      | 26,815    | C26     | 26      | 27,265    |
| B27     | 67      | 26,825    | C27     | 27      | 27,275    |
| B28     | 68      | 26,835    | C28     | 28      | 27,285    |
| B29     | 69      | 26,845    | C29     | 29      | 27,295    |
| B30     | 70      | 26,855    | C30     | 30      | 27,305    |
| B31     | 71      | 26,865    | C31     | 31      | 27,315    |
| B32     | 72      | 26,875    | C32     | 32      | 27,325    |
| B33     | 73      | 26,885    | C33     | 33      | 27,335    |
| B34     | 74      | 26,895    | C34     | 34      | 27,345    |
| B35     | 75      | 26,905    | C35     | 35      | 27,355    |
| B36     | 76      | 26,915    | C36     | 36      | 27,365    |
| B37     | 77      | 26,925    | C37     | 37      | 27,375    |
| B38     | 78      | 26,935    | C38     | 38      | 27,385    |
| B39     | 79      | 26,945    | C39     | 39      | 27,395    |
| B40     | 80      | 26,955    | C40     | 40      | 27,405    |

Frekvence je uvedena v MHz.